# ルドヴィーコ・スフォルツァ
ルドヴィーコ・マリーア・スフォルツァ（Ludovico Maria Sforza, 1452年7月27日 – 1508年5月27日）は、ミラノ公。15世紀から16世紀にミラノを統治していたスフォルツァ家の当主。
フランチェスコ・スフォルツァの四男で、ガレアッツォの弟。通称イル・モーロ（Il Moro）。イル・モーロの異名は「ムーア人（ベルベル人）」のように色黒だったことからついたと言われている。スイス傭兵を統率して、レオナルド・ダ・ヴィンチの初期パトロンとして最後の晩餐の作成を依頼したことでも有名である。

## 概要
フェッラーラ公エルコレ1世・デステの次女ベアトリーチェと結婚し、後継者のマッシミリアーノ・フランチェスコら3子をもうけた。また、数多くの愛妾をもち、その一人チェチーリア・ガッレラーニが庶子チェザーレを、同じくルクレツィア・クリヴェッリがジョヴァンニ・パオロを生んでいる。
1476年に甥ジャン・ガレアッツォの摂政となったが、事実上のミラノの支配者となり、ナポリ王国の王女を娶った甥のジャン・ガレアッツォらをスフォルツァ城から追い出した。
そのため、フォルリのリアーリオ家に嫁いだ、姪のカテリーナ（ジャン・ガレアッツォの異母姉）とも距離を置かれた。
1499年にルドヴィーコの後楯である神聖ローマ皇帝のハプスブルク家がフランス王国と対決した。ルドヴィーコは神聖ローマ帝国につき、翌1500年にジャン・ジャコモ・トリヴルツィオが率いるフランス軍はスフォルツァ城を包囲し、相互にスイス傭兵を率いていた。しかし、1500年のノヴァーラの戦いで、配下のスイス傭兵の裏切りのために、ルドヴィーコは窮地に追い込まれてしまい、一部のスイス傭兵の好意で、スイス傭兵に仮装して脱出を試みた。しかし、500クローネンの報酬に釣られたウーリ州の傭兵隊長のルドルフ・トゥールマンが密かにフランス軍に密告したため、ルドヴィーコはルドルフの手勢に捕らわれてフランス軍に引き渡された。これが名高い『ノヴァーラの裏切り』である。
ルドヴィーコは、そのまま1508年まで投獄され、獄死した。